# ديفيد مارغوليس
ديفيد مارغوليس (بالإنجليزية: David Margolis)‏ هو رسام أمريكي، ولد في 1911، وتوفي في 8 أكتوبر 2003 في نيويورك في الولايات المتحدة.